# Kámensk-Shájtinski
Kámensk-Shájtinski (en ruso: Ка́менск-Ша́хтинский) es una localidad rusa del óblast de Rostov situada en la orilla del río Donets a 127 km al norte de Rostov del Don. La ciudad fue fundada en 1686 por cosacos y alcanzó el estatus de ciudad en 1927.

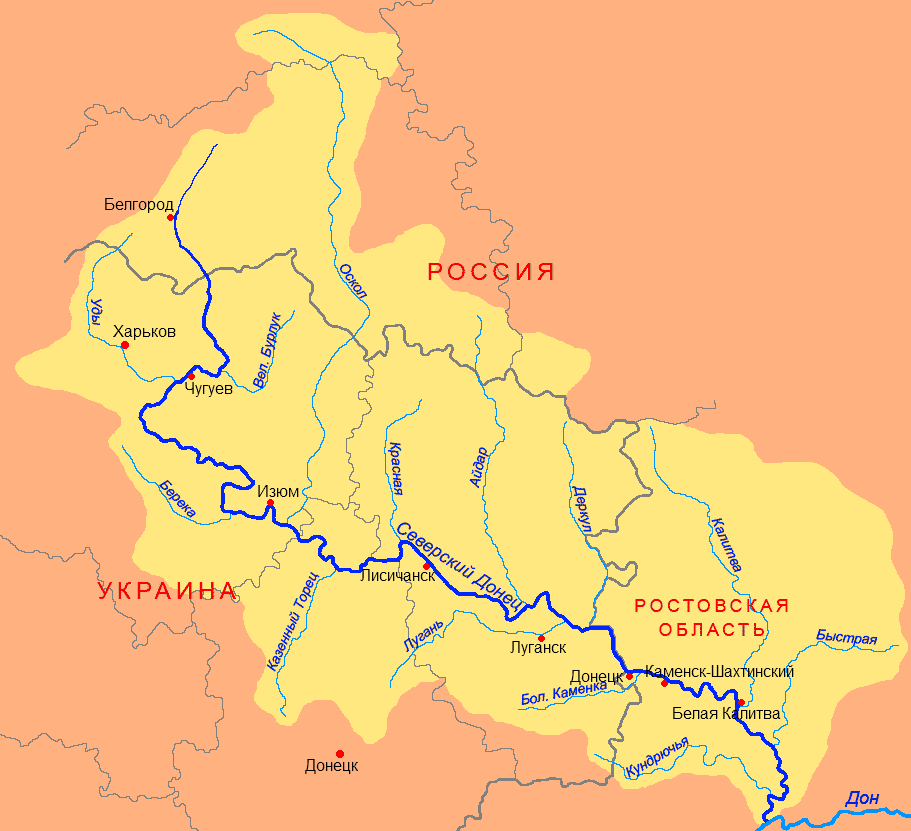
Mapa en ruso del río Donéts (Се́верский Доне́ц) en el que aparece sobre su curso bajo Kamensk-Shakhtiski (Ка́менск-Ша́хтинский)

La zona es rica en producción de carbón, fibras artificiales, maquinaria y vidrio.
La carretera más larga de Europa, la E-40 que conecta Calais, Francia con Astracán, Rusia pasa por la localidad.

## Demografía
| 1897   | 1926   | 1939   | 1959   | 1970   |
| ------ | ------ | ------ | ------ | ------ |
| 23 600 | 17 000 | 43 000 | 57 500 | 68 100 |
| 1979   | 1989   | 1996   | 2002   | 2008   |
| 71 600 | 72 300 | 73 600 | 75 632 | 94 512 |